# Переулок Топольского
Переулок Топольского — короткая улица в Одессе, в исторической части города, от улицы Новосельского до Старопортофранковской.

## История
Впервые упоминается в 1865 году (Инвалидный переулок). В 1924 году переименован в переулок Молодых пионеров им. В. И. Ленина, в 1925 году именуется просто Пионерским, с 1946 года — Менделеева.
Современное название получил по решению Исполнительного комитета Одесского совета депутатов трудящихся № 329 от 5 мая 1965 года в честь лётчика, участника Великой Отечественной войны Героя Советского Союза Виталия Тимофеевича Топольского, погибшего 28 августа 1941 года в воздушном бою под Одессой и похороненного в Одессе на Аллее Славы.
В переулке установлена мемориальная доска.
Значительное место на улице занимает Одесская национальная академия связи им. А. С. Попова

## Известные жители
Д. 4 — Борис Владимирович Фармаковский (1870—1928) — российский историк искусства и археолог, историк античности. Специалист в области античной археологии и античного искусства. Член-корреспондент Петербургской академии наук;
Пётр Алексеевич Лавров (1856—1929) — российский и советский филолог-славист, лингвист, профессор Новороссийского (с 1898), Петербургского (с 1900) и Пермского (с 1916) университетов, академик АН СССР (1923, до 1925 — РАН; член-корреспондент Петербургской АН с 1902).